# Grabówek (Warszawa)
Grabówek – dawna wieś, obecnie osiedle na terenie warszawskiej dzielnicy Ursynów, na południe od Grabowa.
W okresie międzywojennym Grabówek wchodził w skład ówczesnej gminy Falenty. 
15 maja 1951, podobnie jak wiele innych wsi i osad na przedmieściach ówczesnej Warszawy, Grabówek został przyłączony do stolicy.